# Varys
Varys es un personaje ficticio de la serie de novelas fantásticas Canción de hielo y fuego, del autor estadounidense George R. R. Martin. Apodado La Araña, Varys ejerció como Consejero de los Rumores durante los reinados de Aerys II Targaryen, Robert Baratheon, Joffrey Baratheon y Tommen Baratheon. Famoso por poseer lo que él llama «Pajaritos», informantes que posee por todos los rincones de los Siete Reinos e incluso más allá del Mar Angosto.

## Descripción
La personalidad e intenciones de Varys son un secreto para todo el mundo que le conoce. Aparentemente actúa siempre según su propio beneficio y elige con sumo cuidado sus lealtades, deshaciéndolas cuando no sirven a sus propósitos o a los del reino. Varys se considera a sí mismo un superviviente y la mayoría de la corte de Desembarco del Rey lo desprecia y recela de él. En cuanto a su apariencia suele vestir de forma extravagante, con prendas de vivos colores y suaves sedas exóticas. También es todo un maestro del disfraz pudiendo camuflar su apariencia. La lealtad de Varys es una de las más grandes incógnitas de la saga ya que nunca se sabe realmente dónde está en realidad la lealtad de Varys, cuando Ned Stark le preguntó a quién sirve y él le respondió "sirvo al reino mi lord, alguien debe hacerlo". Se puede interpretar por este comentario que dicha lealtad va cambiando de acuerdo a la situación: si el rey actual demuestra ser alguien capaz y útil Varys hace lo posible por servirle bien, por el contrario si demuestra ser un sádico y déspota como Aerys y Joffrey o un inepto como Robert, sólo le proporciona la información necesaria para manipularlo, al mismo tiempo que ayuda al bando enemigo a hacerse con el trono con la esperanza de que el siguiente rey sea más competente que el anterior.

El poder reside donde los hombres creen que reside. Es un truco... una sombra.
Varys

## Historia
El personaje de Varys cuenta que nació y creció como esclavo en Lys, siendo vendido como aprendiz a un grupo de cómicos que viajaban por todo el mundo. Mientras estaba en Myr, Varys fue vendido a un misterioso sujeto; él pensaba que quería utilizarlo sexualmente, pero en realidad ese sujeto practicó con él un extraño ritual de sangre por el cual lo castró y arrojó sus genitales al fuego. El hechicero ya no necesitaba a Varys de modo que lo abandonó en las calles y este tuvo que sobrevivir como mendigo y ladrón en las calles de Myr, huyendo después a la ciudad de Pentos. Allí, Varys conoció a un hombre llamado Illyrio Mopatis con el que fraguó una sociedad: Varys robaba objetos e Illyrio los vendía. Pronto ambos se hicieron ricos y Varys cobró fama de ser el mejor ladrón de Pentos.
Varys llegó a la conclusión de que la información era más valiosa que el oro o las gemas. Empezó a criar a pequeños huérfanos para que se dedicaran a robar cartas y documentos. Varys llamaba a estos muchachos con el nombre de «Pajaritos», y pronto controló una inmensa red de espionaje.
Sus talentos llegaron hasta los oídos del rey Aerys II Targaryen, que decidió nombrarle Consejero de los Rumores ya que se había vuelto paranoico y no confiaba en nadie de su entorno. Varys ayudó al rey a desenmascarar a traidores y conspiradores, y fue el primero que advirtió al rey que su hijo, el príncipe Rhaegar Targaryen, planeaba hacerse con el trono.
Durante la Rebelión de Robert, Varys permaneció cerca del rey y le recomendó no abrir las puertas de la capital a los ejércitos de Tywin Lannister. Pese a sus advertencias, Aerys hizo caso al Gran Maestre Pycelle que le recomendó confiar en Lord Tywin. Todo desembocó en el Saqueo de Desembarco del Rey, el asesinato de Aerys y la subida al trono de Robert Baratheon. Varys sería indultado por el nuevo rey y permaneció en su cargo como Consejero de los Rumores, aunque aparentemente conservó su lealtad a los Targaryen.

### Juego de tronos
Varys ejerce de Consejero de los Rumores cuando la nueva Mano del Rey, Lord Eddard Stark, llega a Desembarco del Rey. El miembro del Consejo Privado que más desconfianza causa a Lord Stark es el propio Varys, a quien considera un pérfido advenedizo. Lord Stark contacta con Varys para preguntarle acerca de la muerte de Jon Arryn.
Arya Stark descubre a Varys hablando con Illyrio Mopatis en los pasadizos de la Fortaleza Roja. Varys le dice a Illyrio que deben retrasar el enfrentamiento entre los Stark y los Lannister hasta que llegue el momento adecuado.
Tras la muerte del rey Robert, Lord Stark es arrestado por orden de Cersei Lannister acusado de traición. Varys le visita en la prisión y le informa de los planes de Cersei y de Joffrey. Le insiste en que se declare culpable de traición para evitar cualquier daño a su hija Sansa. Un confuso Lord Stark le pregunta a Varys el porqué de sus actos, a lo que este replica que únicamente mira por el bien del reino. Sin embargo, todos sus esfuerzos son inútiles, pues pese a que Lord Stark confiesa ser un traidor, Joffrey decide ejecutarlo de forma caprichosa.

### Choque de reyes
Tyrion Lannister llega a Desembarco del Rey para ejercer de Mano del Rey en funciones. Varys forja una extraña alianza con él, informándole de todo cuanto acontece en la corte y en la capital. Varys le ayuda a hacerse con el control de los Capas Doradas, le informa de los movimientos de la reina Cersei y le ayuda a verse con Shae, su amante. También se revela que ayudó a Gendry, uno de los bastardos del rey Robert, a huir de la capital para evitar morir a manos de los sicarios de Cersei, ya que esta estaba eliminando a los bastardos de Robert para evitar que supusieran una amenaza al reinado de su hijo.

### Tormenta de espadas
Tywin Lannister ejerce ahora como Mano del Rey y el principal cometido de Varys pasa a ser localizar el paradero de Jaime Lannister, que había sido capturado por Robb Stark.
El rey Joffrey será envenenado durante su banquete nupcial y Tyrion es acusado de su asesinato. Varys testifica en el juicio contra Tyrion. Este será sentenciado a muerte, sin embargo, Jaime (que había regresado a Desembarco del Rey gracias a Brienne de Tarth), obliga a Varys a llevarle hasta la celda de Tyrion. Varys le dice a Tyrion unas instrucciones para poder escapar y llegar hasta los aposentos de Lord Tywin. Tras el asesinato de Tywin y la huida de Tyrion, Varys desaparece.

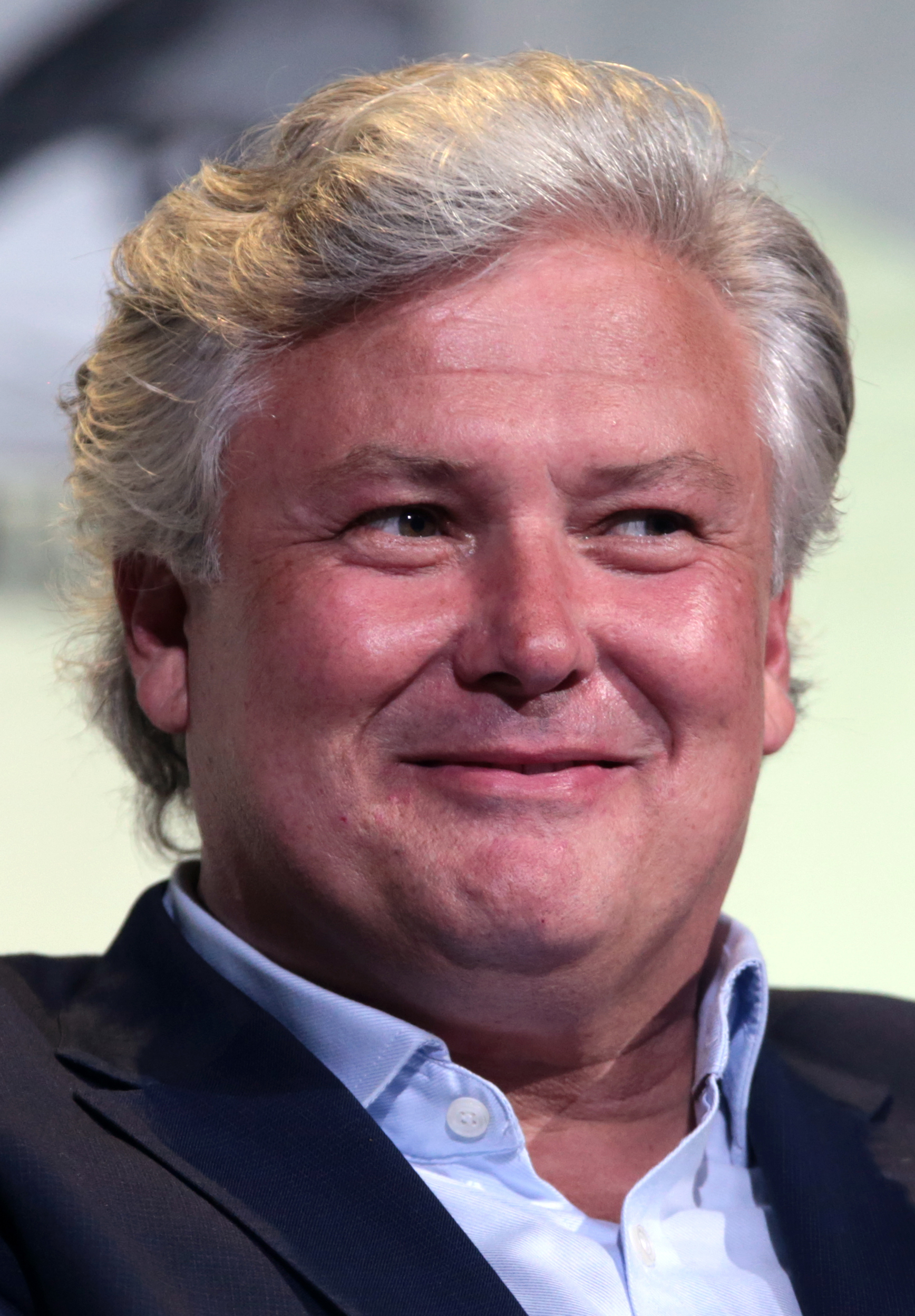
Conleth Hill interpreta a Varys.

Mientras tanto, en Meereen, se revela que Jorah Mormont estuvo informando de los movimientos de Daenerys Targaryen al Trono de Hierro, actuando como espía para Varys.

### Danza de dragones
Varys no aparece en esta obra hasta el epílogo, donde asesina al Gran Maestre Pycelle con una ballesta. Kevan Lannister, Regente del rey Tommen Baratheon, descubre el cadáver de Pycelle, solo para morir instantes después a manos del mismo Varys. Este revela sus auténticos planes; su intención es que con la muerte de Kevan, la alianza entre los Lannister y los Tyrell se debilite, lo que facilitará la tarea de Aegon Targaryen, el cual ha invadido Poniente a la cabeza de la Compañía Dorada.
En este volumen se revela que Varys ocultó al bebé Aegon (hijo del príncipe Rhaegar) cuando se producía el Saqueo de Desembarco del Rey. Contactó con Jon Connington, viejo amigo del propio Rhaegar, para que criara y protegiera a Aegon. Conjuntamente con Illyrio Mopatis, ambos prepararon el retorno de los Targaryen a Poniente, afirmando que Aegon es un joven cultivado y preparado desde pequeño para convertirse en rey.

## Adaptación televisiva
El actor Conleth Hill interpretó a Varys.